# علي بن مهزيار الأهوازي
أبو الحسن علي بن مهزيار الدورقي الأهوازي هو فقيه وراوي ومُحدّث ومُفسّر ومُؤلّف شيعي، وقد كان من أسرة مسيحية ثُم انتقل إلى الإسلام حسبما يُنقل.
وقد كان من أصحاب بعض أئمة الشيعة، وهم: الرضا، والجواد، والهادي، والعسكري. فضلاً عن ذلك؛ فإنه وقع في أسناد كثير من الروايات، ويبلغ عدد هذه الموارد أربعمائة وثلاثين مورداً، فقد روى عن : الجواد، والهادي، وعن أبي داود المسترق، وأبي علي بن راشد، وابن أبي عمير، وغيرهم. وهو ذو مقام عظيم عند الشيعة حيث أجمعوا على وثاقته وجلالة قدره عندهم، ورووا عن أئمتهم أحاديث في فضله ومدحه والثناء عليه، وله في مدينة الأهواز ضريحٌ، ومزار ضخم.

## مؤلفاته
علي بن مهزيار الأهوازي، من مشرحي القرن الثالث الهجري، له أكثر من ثلاثين كتاباً ورسالة في مختلف مجالات الدراسات الإسلامية.
| - حروف القرآن. - الأنبياء. - المكاسب. - الملاحم. - الزهد. - الوضوء. - الصلاة. | - الزكاة. - الصوم. - الحج. - الطلاق. - الحدود. - الديات. - التفسير. - الفضائل. | - العتق والتدبير. - التجارات والإجارات. - المثالب. - الدعاء. - التجمّل والمروّة. - المزار. - الردّ على الغلاة. - الوصايا. | - المواريث. - الخُمس. - الشهادات. - فضائل المؤمنين وبرّهم. - التقية. - الصيد والذبايح. - الأشربة. - النذور والإيمان والكفارات. | - القائم. - البشارات. - الأنبياء. - النوادر. - رسائل علي بن أسباط. |

### كتب
- منتهى المقال في أحوال الرجال. محمد بن إسماعيل المازندراني، طبع قم - إيران، 1416 هـ، منشورات مؤسسة آل البيت عليهم السلام لإحياء التراث.
- معجم المؤلفين. عمر كحالة، طبع بيروت - لبنان، تاريخ الطبع مفقود، منشورات إحياء التراث العربي.

### إشارات مرجعية
1. ↑  "الإلمام بالشهداء في مرقد علي بن مهزيار الأهوازي + صور". للأنباء تسنیم. اطلع عليه بتاريخ 2021-03-12. {{استشهاد ويب}}: تحقق من قيمة |مسار أرشيف= (مساعدة)
2. ↑  "علي بن مهزيار الأهوازي". hawzah.net. مؤرشف من الأصل في 2022-01-18. اطلع عليه بتاريخ 2021-03-12.{{استشهاد ويب}}:  صيانة الاستشهاد: BOT: original URL status unknown (link)
3. ↑  عادل نويهض (1988)، مُعجم المُفسِّرين: من صدر الإسلام وحتَّى العصر الحاضر (ط. 3)، بيروت: مؤسسة نويهض الثقافية للتأليف والترجمة والنشر، ج. الأول، ص. 389، OCLC:235971276، QID:Q122197128
4. ↑  
المازندراني، محمد إسماعيل. منتهى المقال في أحوال الرجال - ج5. ص. 74. مؤرشف من الأصل في 2015-01-15.
5. ↑  مؤسسة الامام علي عليه السلام - لندن نسخة محفوظة 25 أكتوبر 2016 على موقع واي باك مشين.
6. ↑  
المازندراني، محمد إسماعيل. منتهى المقال في أحوال الرجال - ج5. ص. 75. مؤرشف من الأصل في 2015-01-15.
7. ↑  "علي بن مهزيار من الأهواز دخل في خدمة الإمام العصر (ع) / من جاء لخدمة الإمام المهدي (ع)؟". وکالة نادي المراسلين الشباب للأنباء. مؤرشف من الأصل في 2018-02-07. اطلع عليه بتاريخ 2021-03-12.{{استشهاد ويب}}:  صيانة الاستشهاد: BOT: original URL status unknown (link)
8. 1 2 3 4 5  
كحالة، عمر. معجم المؤلفين - ج1. ص. 36. مؤرشف من الأصل في 2019-12-09.